# Ilia Pervuhin
Ilia Pervuhin (n. 6 iulie 1991, Tver, RSFS Rusă, URSS) este un canoist ce a reprezentat Rusia, medaliat olimpic. A participat la 2 ediții ale Jocurilor Olimpice (2012, 2016) în care a câștigat o medalie de bronz.